# Ponzano Romano
Ponzano Romano és un comune (municipi) de la ciutat metropolitana de Roma, a la regió italiana de Laci, situat uns 40 km al nord de Roma. L'1 de gener de 2018 tenia 1.140 habitants.
Ponzano Romano limita amb els municipis de Civita Castellana, Civitella San Paolo, Collevecchio, Filacciano, Forano, Nazzano, Sant'Oreste i Stimigliano.